# Quartier Beauvoisine
Beauvoisine est un quartier de Rouen en Seine-Maritime se trouvant dans le cœur historique de la ville, entre le quartier Croix de Pierre et la place Beauvoisine. Considéré par beaucoup comme le cœur culturel de la ville, le quartier abrite de nombreux équipements culturels tels que le Muséum d’Histoire Naturelle et le Musée des Antiquités. On y retrouve également un des trois sites du Centre Dramatique National ainsi que la chapelle Corneille, occupée par le théâtre de l’Étincelle et l’auditorium de l’Opéra de Rouen Normandie. 

## Origine
Beauvoisine a pour origine le nom de Beauvais, la « rue Beauvaisine », car c'était l'axe pour prendre la direction de Beauvais à partir du centre-ville.

## Lieux de mémoire
On y trouve une majorité de maisons à colombages dans la rue du même nom, le Muséum d'histoire naturelle et le musée des Antiquités ainsi que l'hôtel des Sociétés Savantes, siège de l'Académie des sciences, belles-lettres et arts de Rouen et de la Société libre d'émulation de la Seine-Maritime.
On y trouvait le collège Bellefonds et l'école privée catholique Beauvoisine (fermée en 2008).

## Accès
Ce site est desservi par la station de métro : Beauvoisine.

## Personnalités liées au quartier
- Louis Ricard (1839-1921), homme politique, est mort rue Beauvoisine.
- Henry Somm (1844-1907), artiste, est né rue Beauvoisine.